# Bitwa pod Stokiem
Bitwa pod Stokiem – bitwa stoczona w nocy z 4 na 5 maja 1863 roku pod wsią Stok (trasa Ostrów Mazowiecka - Ostrołęka). W miejscu tym oddział Ignacego Mystkowskiego urządził zasadzkę na wojska rosyjskie.
Starcie to przeszło do historii jako jedna z największych zwycięskich bitew powstania styczniowego. W walce rozbito kolumnę carską księcia Tichomirowa i Konstantego Rynarzewskiego, wzięto jeńców, zdobyto broń i sprzęt taborowy. Oddziałami strzelców i kosynierów dowodzili Ignacy Mystkowski i Karol Frycze, Jan Podbielski i Władysław Ostaszewski, a kawalerią Bronisław Deskur. W skład sztabu wchodził Teofil Dąbrowski, brat Jarosława Dąbrowskiego. Za tę bitwę Rząd Narodowy mianował Mystkowskiego podpułkownikiem.
Tak owo starcie podsumowuje Stanisław Zieliński w Bitwach i Potyczkach 1863-64 (Rapperswil 1913, s. 233):
(...) stracili moskale 31 żołnierzy i podoficerów w zabitych, oraz 2 oficerów i 6 szeregowych rannych (...), oraz 4 wziętych do niewoli, których jakto: majora żandarmów Denisiewicza (...), oraz dwóch oficerów Puchałów-Cywińskich, kazał Mystkowski powiesić. Zdobycz powstańców była pokaźna: 15 sztucerów, 6 par pistoletów i 6 pałaszy, 3 rewolwery, 3 konie i 3 furmanki z bagażami, 3 wielkie kotły, oraz wiele innych materyałów, a nad ranem włościanie poznosili do obozu jeszcze znaczną ilość broni. Ale i straty oddziału były znaczne: 6 zabitych, w tem Dmochowski i Trzciński i 14 rannych, z których niebawem zmarł ogólnie lubiany w oddziele porucznik Adam Pisarzewski z Karniewa
Przebieg bitwy ukazuje scena w filmie Szwadron z 1992 roku.